# Serieåret 2010

## Händelser

### Maj
- Maj - Sista numret av Tales of the TMNT, volym 2 publiceras och heter "Return to New York" Book 1.5".[1]

## Utgivning
- Historien om Stephenie Meyer[2].
- Simpsons Möter Futurama Första svenska Simpsonsseriealbumet[3]

## Avlidna
- 3 januari – Gilbert Gascard (pseud. Tibet), 78, fransk serietecknare, Ric Hochet/Rick Hart.
- 21 januari – Jacques Martin, 88, fransk serietecknare och manusförfattare.
- 27 mars – Dick Giordano, 77, amerikansk serietecknare.[4]
- 3 maj – Peter O'Donnell, 90,  brittisk författare och serieförfattare, Modesty Blaise.
- 10 maj – Frank Frazetta, 82, amerikansk illustratör och serietecknare.

### Fotnoter
1. ↑  ”Return to New York" Book 1.5”. Mirage Comics. Maj 2010. http://miragelicensing.com/comics/mirage/talesvol2/70/70.html. Läst 18 mars 2012.
2. ↑  Seriesamlarna
3. ↑  Seriesamlarna
4. ↑  ”Dick Giordano Passes Away at 77”. comicbookresources.com. Arkiverad från originalet den 29 mars 2010. https://web.archive.org/web/20100329144003/http://www.comicbookresources.com/?page=article&id=25442. Läst 12 juni 2010.